# ولاية ريزة
وِلَايَةُ رِيزَة (بالتركية: ریزه ولایت) هي إحدى ولايات منطقة البحر الأسود بتركيا. عاصمتها مدينة ريزة تبلغ مساحتها 3,792 كم2 ويبلغ عدد سكانها 365,938 نسمة كما يبلغ معدل الكثافة السكانية 96/كم2. قضى الرئيس التركي رجب طيب أردوغان طفولته المبكرة في ريزة، حيث كان والده عضوًا في خفر السواحل التركي.
تعتبر ولاية ريزة من أجمل ولايات تركيا وتجذب ريزة سنويا مئات الآلاف من السياح من كافة دول العالم، وخصوصا من الدول العربية كسورية والعراق والكويت.